# Camille Lepage
Camille Lepage (Angers, 28 de janeiro de 1988  – próximo de Bouar, 12 de maio de 2014) foi uma fotojornalista francesa morta durante a Guerra Civil na República Centro-Africana em 2014. Sua morte foi descrita como um "assassinato " pela presidência francesa e o filme Camille foi-lhe dedicado em 2019.

## Morte
Em novembro de 2013, a ONU alertou que a República Centro-Africana, estava "caindo no caos completo" e em risco de ter sua situação transformada em um genocídio. A França descreveu o país como "à beira do genocídio".
Uma semana antes de sua morte, as últimas postagens de Lepage no Instagram e no Twitter diziam que ela viajou de motocicleta por horas com uma milícia anti-balaka por rotas escolhidas para evitar postos de controle de forças de paz africanas até Amada Gaza, a cerca de 120 km de Berbérati, onde 150 pessoas haviam sido mortas por rebeldes Séléka desde março.
Em 13 de maio de 2014, o corpo de Lepage foi encontrado por tropas francesas de manutenção da paz que patrulhavam a região de Bouar, a oeste do país, em um veículo dirigido por rebeldes anti-balaka. O padre Jean Maruis Zoumaldé, diretor da Rádio Siriri na região, disse que ela esteve em uma área onde houve intensos combates entre os dois lados. Ela teria viajado perto da fronteira da RCA com Camarões quando se envolveu em combates.